# Platyoides leppanae
Platyoides leppanae is een spinnensoort uit de familie Trochanteriidae. De soort komt voor in Mozambique en Zuid-Afrika.